# Andra franska republiken
Den andra republiken (franska: Deuxième République) var den republikanska författning som rådde i Frankrike mellan 25 januari 1848 och 2 december 1852. Denna tid i Frankrikes historia kallas så eftersom Frankrike redan tidigare hade varit republik. Första gången den franska nationen blev republik var efter att kung Ludvig XVI avsattes och avrättades 1793, mitt under den process som den franska revolutionen utgjorde och som varade mellan 1789 och 1799. Under den andra franska republiken hade landet en relativt stark presidentmakt, som dock var begränsad till en period om fyra år. Dess förste och ende president var Charles Louis Napoléon Bonaparte, brorson till kejsar Napoleon I.
Andra republiken föddes under det s.k. revolutionsåret 1848, då allmänt missnöje spreds bland befolkningar i många europeiska nationer, med start i Frankrike och Februarirevolutionen (men även t.ex. i Sverige under Oskar I:s tid). Kungen ersattes av en vald president. Blott fyra år senare tog dock republiken slut, då presidenten som enligt republikens konstitution inte fick ställa upp för omval, helt sonika gjorde en statskupp. Louis Bonaparte följde i sin farbrors fotspår och utropade sig själv till kejsare, Napoleon III. Därmed föddes istället Andra Kejsardömet i Frankrike.

## Julimonarkin faller – februari 1848
Efter den första republiken hade monarkin återupprättats genom den Bourbonska restaurationen 1814. Efter julirevolutionen 1830 efterträddes Karl X av Ludvig Filip I. Den så kallade julimonarkin kom att bestå i arton år innan den, till allmän förvåning, kollapsade 24 februari 1848 efter tre dagars strider på Paris gator.
Den 22 februari hade regeringen förbjudit en av den republikanska oppositionens politiska banketter. Arbetare, som aldrig skulle haft råd att närvara på banketten, började samlas på gatorna och efter mindre sammanstötningar med polisen började de upprätta barrikader. Februarirevolutionen hade börjat.
Guizots regering avgick den 23 februari efter att ha övergivits av den småborgerlighet vars stöd den trodde sig ha. Vänsterledarna Louis Mathieu Molé och Adolphe Thiers avböjde erbjudandet att bilda regering men Odilon Barrot accepterade och den första militärdivisionens attacker mot barrikaderna under Bugeauds återkallades. Men då var det redan för sent: Resningen hade redan spritt sig över hela Paris.
Den 24 februari sköt nationalgardet, delvis på grund av olyckliga omständigheter, demonstrerande arbetare och när industriproletariatet i Paris förstäder (les faubourgs) begav sig in till Paris' centrum senare samma dag välkomnades de av nationalgardet. Kungen Ludvig Filip I abdikerade till förmån för sin sonson Ludvig Filip, greve av Paris efter att nationalgardet vägrat hälsa honom som sin ledare. Men monarkin kunde inte räddas. Den uppretade folkmassan framtvingade en provisorisk regering och den andra republiken utropades av Lamartine i Hôtel de Ville.

## Övergångsregeringen
I opposition till Lamartines provisoriska, republikanska regering i Palais Bourbon upprättade socialisterna en egen alternativ regering i l'Hôtel de Ville. Liksom vid det tidigare maktskiftet 1830 var det med andra ord upplagt för konflikt och till och med inbördeskrig. Denna gång gick dock l'Hôtel de Ville segrande ur maktkampen mot Palais Bourbon som tvingades välja in socialisterna i regeringen. Trots omständigheter kring de provisoriska regeringens tillkomst blev den accepterad som kungens efterträdare. 
Denna omaka samling män åstadkom en rad betydande förändringar innan den överlämnade makten till den nyvalda nationalförsamlingen i maj. Man försökte med ett särskilt arbetarutskott och sedan med ett arbetarparlament. Till följd av arbetsbrist tillgrep man experimentet med arbetarverkstäder på Montmartre. 
Den nyvunna koalitionsrätten användes till tvångsstängning av ännu öppna privatetablissemang. De med tillämpning av rätten till arbete framtvungna statssocialistiska arbetarverkstäderna blev hemvist för anstiftare av nya våldsamheter. Vid sidan av ökningen av de direkta skatterna med 45 procent upprörde kostnaderna för dessa nationalverkstäder de besittande klasserna, framför allt bönderna. Man fogade sig dock tills vidare för nödtvånget i avvaktan på den snart väntade konstituerande nationalförsamlingen.
Republikanernas övergångsregering i Palais Bourbon under premiärminister Jacques-Charles Dupont de l'Eure:
- Alphonse de Lamartine, utrikesminister
- Adolphe Crémieux, justitieminister
- Alexandre Auguste Ledru-Rollin, inrikesminister
- Marie François Sadi Carnot, utbildningsminister
- Michel Goudchaux, finansminister
- François Jean Dominique Arago, krigs- och sjöminister
- Louis Eugène Cavaignac/Auguste Laurent Burdeau, krigsminister
- Louis Garnier-Pagès utsågs till Paris borgmästare.

Socialistpartiets alternativa regering i Hôtel de Ville som förutom republikanerna ovan bestod av:
- Louis Blanc, ...
- Armand Marrast, ...
- Ferdinand Flocon, ...
- Alexandre Martin, en arbetarrepresentant känd som "Albert"

Dock var regeringen sammansatt av medlemmar från båda dessa grupper naturligtvis inte oproblematisk och en konflikt mellan grupperingarna började snart ta form. Socialisterna som inte utgjorde majoriteten i denna disparata samlingsregering samlades under den röda fanan. Enligt dem måste konsekvensen av att sextio års reformer av de politiska institutionerna inte märkbart förbättrat vardagen för det franska folket vara en omdanande förändring av samhället själv. De ville avskaffa äganderätten som de uppfattade som det enda kvarvarande hindret för jämlikhet. Under trikoloren samlades deras meningsmotståndare som ville bevara de gamla institutionerna som hade byggt upp det franska samhället.
Massorna i Paris ville ha kvar den sociala republiken och yrkade därför på uppskov med valen. Den provisoriska regeringen hade ett svårt arbete med att hålla kurs mellan dessa klippor. Lamartine tvingades gång på gång sätta hela sin popularitet på spel mot socialisternas krav. Två gånger försökte socialisterna genom väpnad massdemonstration få den provisoriska regeringen ersatt med ett välfärdsutskott. Men på grund av vissa slitningar mellan huvudmännen och nationalgardets energiska uppträdande blev dessa krav avvisade.

### Allmänna val – april 1848
Den första konfrontationen mellan de två lägren blev ställningstagandet i frågan om allmän rösträtt. Lamartine och hans anhängare ville att de ursprungliga, universella principerna ("frihet, jämlikhet, broderskap") som nationens överhöghet vilade på skulle gälla, dvs. alla skulle betraktas som jämlikar. 
Revolutionärerna under Ledru-Rollin ville att den republik som utropats i Paris skulle vara överställd den allmänna rösträtten som de inte ansåg att det bristfälligt utbildade folket var moget för. Socialisterna ville avvakta med valet till dess medborgarna hade fått verderbörlig utbildning.
5 mars beslutade samlingsregeringen, efter påtryckningar från nybildade politiska klubbar i Paris, att utlysa allmänna val den 26 april. Den lagstiftande församlingen som så samlades den 4 maj 1848 bestod av en majoritet av republikaner och antisocialister och den 9 maj överlät man makten till en verkställande kommission med fem medlemmar: Arago, Garnier-Pagès, Marie, Lamartine och Ledru-Rollin.

## Nationalförsamlingen

### Socialistisk motreaktion – maj 1848

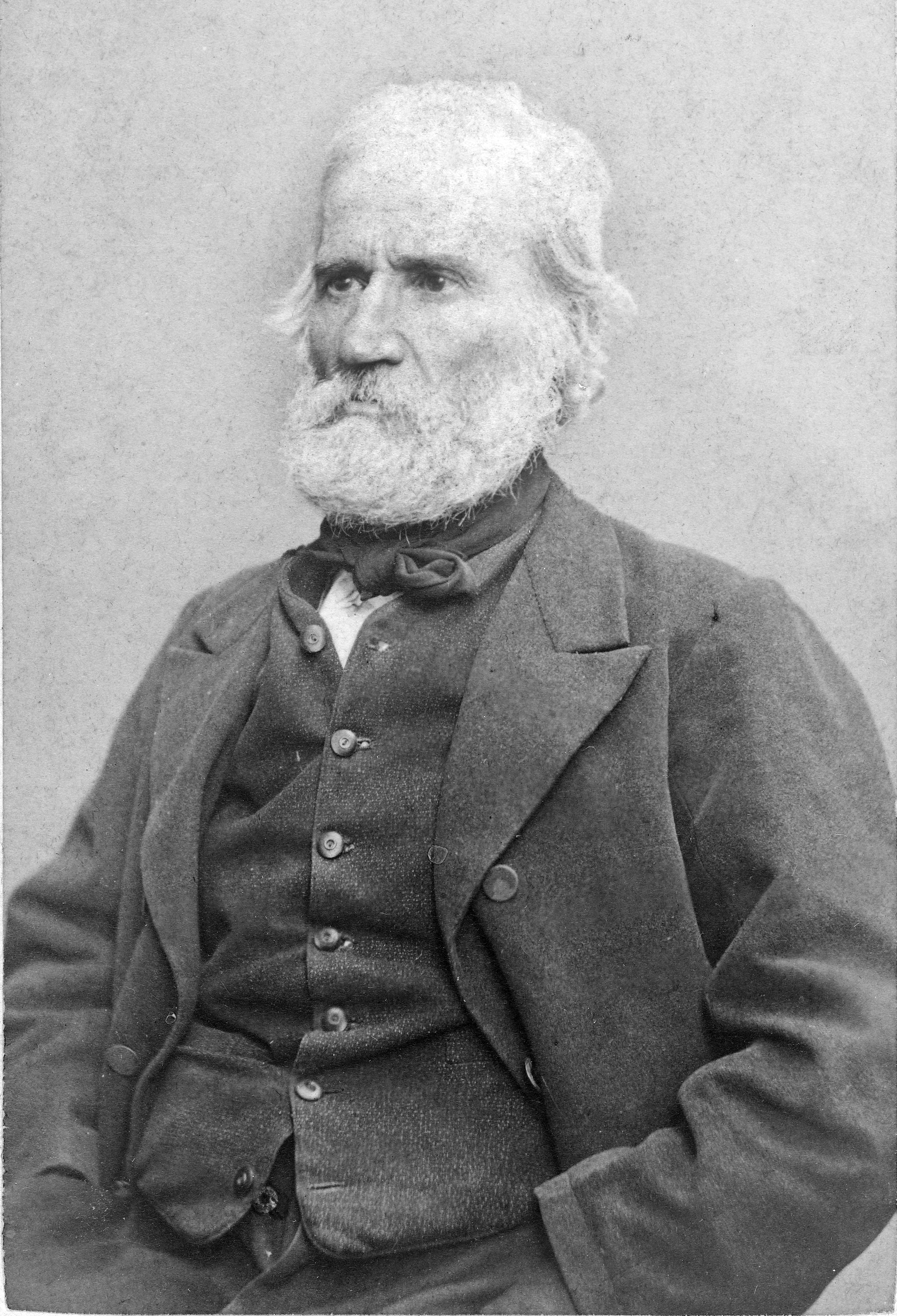
Louis Auguste Blanqui

Valet innebar dock inte att någon politisk stabilitet infann sig. Trots att revolutionens mål var att avskaffa fattigdomen och att organisera industrin efter andra principer än konkurrens och kapitalism, var den nya regeringen som blev resultatet av revolutionen moderat eller till och med monarkistisk. Något som socialisterna förstås hade svårt att stillasittande acceptera.
De som hade eftersträvat den ideala socialistiska staten hade sedan revolutionen haft ett inflytande som inte stod i proportion till deras representation. Genom att aktivera det Paris-proletariat som stödde dem lyckades de innan valet göra principen om "rätten till arbete" till regeringens mål och hade, som en konsekvens, börjat upprätta de "nationella verkstäder" som skulle sysselsätta de många arbetslösa. Under Louis Blanc organiserade samtidigt en sorts industriellt parlament i Palais de Luxembourg arbetets utformning. Genom ett dekret den 8 mars avskaffandes egendomskravet för värvning till Nationalgardet vilket ledde till att hela den franska arbetsstyrkan försågs med vapen. På detta vis hade socialisterna mer eller mindre upprättat en stat i staten, med egen regering, organisation och armé. En öppen konfrontation var oundviklig.
Under ledning av Raspail, Blanqui och Barbès försökte en beväpnad folkmassa tillsammans med proletariat-gardet  den 15 maj inta nationalförsamlingen men slogs tillbaka av de borgerliga styrkorna i Nationalgardet. Situationen förblev dock ohållbar för den nya regeringen. De nationella verkstäderna lyckades inte förse ens Paris arbetslösa med lönsamt arbete. Istället blev de flesta av de tusentals arbetare som ansökte om arbete sysselsatta med utomordentligt meningslösa sysslor som att gräva gropar som genast fylldes igen. De som inte ens kunde få sådana arbetsuppgifter tillerkändes en halv dagslön (1 franc) i ersättning. Även denna mycket knappa ersättning utan krav på motprestationer räckte för att arbetare över hela landet skulle strömma till huvudstaden och samlas under den röda fanan. För regeringen blev det klart att detta sociala experiment inom kort skulle innebära ekonomisk bankrutt och att det under omständigheterna utgjorde ett konstant hot mot staten. Man beslutade därför att sätta stopp för utvecklingen och den metod som valdes var knappast sorgfri.

### Arbetarupproret – juni 1848
Den 21 juni beslutade den parlamentariska arbetskommissionen under Alfred de Falloux att alla arbetare skulle sägas upp inom tre dagar och att alla fullt friska män skulle tvingas ta värvning. Ett våldsamt upplopp bröt omedelbart ut. Under tre dagar, 24-26 juni, utkämpade de industriella kvarteren i östra Paris under Pujol en bitter strid mot de västra kvarteren under Louis Eugène Cavaignac som utsetts till diktator. Det socialistiska partiet gick under och dess medlemmar antingen dog i striden eller blev deporterade, men socialisterna drog republiken med sig i fallet. 
Republiken hade redan blivit impopulär på landsbygden genom den nya jordskatten på 45 centimes; bland borgarna som drabbats av den ekonomiska stagnationen och fruktade de politiska klubbarnas inflytande; och efter "junimassakern" även bland arbetarna. Efter dessa våldsamma konvultioner och efter att den politiska scenen så dramatiskt ritats om ansåg sig fransmännen nu behöva en ny Napoleon. Ett behov som snart skulle tillmötesgås.

### Presidentvalet – november 1848

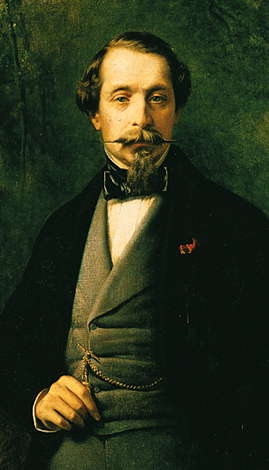
Louis Napoleon

Den 4 november 1848 kungjordes en ny författning som utropade en demokratisk republik med direkta, allmänna val och en uppdelning av makten. Republiken skulle bestå av en kammare med 750 ledamöter som valdes för en period på tre år. Denna kammare skulle vart sjätte år utse ett lagråd som förberedde de lagförslag som kammaren skulle rösta om. Den verkställande makten överläts till en president som valdes i direkta, allmän val vart fjärde år och inte fick ställa upp för återval (presidenten fick följaktligen bredare folkligt stöd än kammaren). Presidenten skulle själv välja ut sina ministrar. Alla konstitutionella förändringar omöjliggjordes slutligen genom kravet på trefjärdedelars majoritet i kammaren under tre på varandra följande valperioder. För att undgå risken att med denna konstitution i praktiken göra en monark av presidenten försökte François Paul Jules Grévy, utan framgång, att istället föreslå att statschefen skulle reduceras till en utbytbar ledare för ministären. Lamartine, som var säker på att med den föreslagna konstitutionen få folkets stöd, vann maktkampen.
Till valet valde socialisterna Ledru-Rollin som sin kandidat, republikanerna Cavaignac och imperialisterna prins Louis Napoleon, brorson till Napoleon I, ännu helt okänd 1835 och föraktad sedan 1840. Han hade under de åtta år som föregick valet lyckats vinna folkets stöd så pass att han valdes till församlingen av inte mindre än fem departement. Hans framgångar berodde dels på att regeringen genom sitt handlande i juli väckt folkets minnen om det imperium som landet en gång varit, dels på den kampanj med socialistiska undertoner som Napoleon bedrev från sin exil i Storbritannien. Dessutom stödde inte längre monarkisterna Cavaignac och valde att istället förena sig med bonapartisterna. Vid valet 10 december 1848 röstade 5 miljoner bönder på Napoleon, vars namn de förknippade med ordning till varje pris, mot 1,4 miljoner för Cavaignac.

## Napoleons presidentskap
Under tre år pågick en maktkamp mellan det splittrade parlamentet och prinsen som bidade sin tid. Till sin ministär valde han män som i liten grad kunde kallas republikaner - de var  snarare orleanister under ledning av Odilon Barrot. För att stärka sin position bemödade Napoleon sig om att blidka de reaktionära partierna men utan att binda sig till något av dem.

### Restaurationen av påven
Ett exempel på detta är krigsföretaget mot Rom, ett företag som katolikerna röstat igenom i syfte att återupprätta det påvedöme som Giuseppe Garibaldi och Giuseppe Mazzini hade kört ut från staden. Napoleon stödde planerna som låg i linje med det som hans betraktade som sin huvuduppgift - att bygga om den europeiska kartan från grunden. General Nicolas Oudinots intåg i Rom provocerade i Paris fram ett uppror till stöd för den romerska republiken, ett uppror som regimen krossade den 13 juni 1849. Å andra sidan genomdrev Napoleon bildandet av en liberal regering i Rom efter att påven väl hade installerats. Den 1 november upprättades en ny regering under ledning av Achille Fould och Eugène Rouher.

### Republikanerna "neutraliseras"
I Paris uppfattade katoliker och monarkister detta som en krigsförklaring. Napoleon fortsatte dock att låtsas spela orleanisterna i händerna. Efter fyllnadsvalen i mars och april 1850, som överraskande blev framgångsrika för republikanerna, drabbades de reaktionära ledarna Thiers, Berryer och Montalembert av panik. Napoleon sanktionerade då en kampanj mot republikanerna.
Kyrkan hade under Ludvig XVII och Karl X  utan framgångar försökt ta över kontrollen över universitetet och nu eftersträvande man istället att starta ett eget universitet. I mars 1850 instiftade Falloux en lag som åter placerade universitetet under den katolska kyrkan. Konsekvensen blev att all den frihet som intellektuella åtnjutit sedan revolutionen 1789 lades i malpåse under de efterföljande 50 åren.
Den nya vallag som kom den 31 maj 1850 syftade även den till att stävja subversiva idéer. Den krävde att de som ville rösta skulle kunna visa att man betalat skatt under tre år på den ort där man ville rösta. Eftersom industriproletariatet i allmänhet inte var fast bosatt begränsade det den allmänna rösträtten högst avsevärt. 
Tryckfriheten kringskars genom en lag som instiftades den 16 juli. Den återinförde den borgensförbindelse som tvingade tidningsägare och publicister till vad regeringen betraktade som "gott uppförande". En sinnrik uttolkning av lagen gällande politiska klubbar och sällskap tvingade till slut alla republikanska organisationer att stänga. Republikanerna gick sålunda samma öde till mötes som socialisterna hade gjort innan dem.

### Monarkisterna isoleras
Napoleon stämde dock bara in i Montalemberts stridsrop "Ner med republikanerna!" för att få till stånd en författningsändring utan att behöva ta till en statskupp. Hans eftergifter hade dock givit monarkisterna stort självförtroende. Deras stöd till Napoleon berodde i första hand på deras motstånd till republiken och var främst ett sätt att närma sig en monarki men när republikanerna nu var ute ur spelet var en konflikt med bonapartisterna oundviklig.
Genom att spela med i monarkisternas ambitioner att restaurera monarkin lyckades Napoleon stärka sina egna positioner. Under perioden 8 augusti-12 november 1850 propagerade han på olika platser i Frankrike för en konstitutionell förändring. Han anpassade sina tal till de platser och människor han mötte. När han inspekterade militärparader möttes han av biropen "Vive Napoleon!", av vilka han kunde sluta sig till att han hade armén på sin sida. Han trängde undan general Changarnier som var en centralperson i monarkisternas planer på en statskupp. Napoleon bytte till sist ut de orleanska ministrarna i sitt kabinett mot helt okända män som passade hans syften, män som Morny, Fleury och Persigny, och samlade officerare från den afrikanska armén omkring sig, utblottade män som General Saint-Arnaud.
Genom att skrämma borgerskapet med en påstådd kommunistisk komplott och locka de stora massorna med ett avskaffande av vallagen från i maj ökade Napoleon ytterligare sitt folkliga stöd. Monarkisterna svarade med att vägra acceptera den grundlagsändring som skulle innebära att Napoleon kunde väljas för ytterligare en period och att den allmänna rösträtten återinfördes. När de ville åberopa den förordning som gav dem rätt att tillkalla armén om församlingen attackerades, stoppades de av "berget", radikalerna som satt högst upp i salen, som fruktade att det var ett försök att restaurera monarkin. Monarkisterna hade i och med det gått miste om sin chans att stoppa Napoleon med vapenmakt.

### Napoleons statskupp
Louis Napoleon såg då sitt tillfälle. Natten mellan 1 och 2 december 1851 upplöste han kammaren, återinförde allmän rösträtt och lät arrestera alla partiledare. Han sammankallade därefter en ny kammare och blev återvald för en period på tio år. De ledamöter som samlades för att försvara konstitutionen och kräva Louis Napoleons avgång skingrades av Mazas och Monte Valérians trupper. Upproret i Paris lett av Victor Hugo slogs snabbt ned av berusade soldater. Folkomröstningen den 20 december slutade med att en stor majoritet stödde Napoleon.